# ناحیه بریج‌واتر، میشیگان
ناحیه بریج‌واتر (به انگلیسی: Bridgewater Township) یک منطقهٔ مسکونی در ایالات متحده آمریکا است که در شهرستان وشتناو واقع شده‌است.
 ناحیه بریج‌واتر ۹۴٫۷ کیلومتر مربع مساحت و ۱٬۶۷۴ نفر جمعیت دارد و ۲۵۷ متر بالاتر از سطح دریا واقع شده‌است.